# Oceanside (Oregon)
Oceanside – jednostka osadnicza w Stanach Zjednoczonych, w stanie Oregon, w hrabstwie Tillamook, nad Oceanem Spokojnym.